# Gladewater (Teksas)
Gladewater je grad u američkoj saveznoj državi Teksas. Prema popisu stanovništva iz 2010. u njemu je živjelo 6.441 stanovnika.